# Leskea microphylla
Leskea microphylla là một loài Rêu trong họ Leskeaceae. Loài này được (Hedw.) Sw. mô tả khoa học đầu tiên năm 1859.